# Champorcher
 Champorcher  ist eine italienische Gemeinde in der autonomen Region Aostatal. Die Gemeinde zählt 369 Einwohner (Stand 31. Dezember 2023), liegt auf einer mittleren Höhe von 1427 m s.l.m. und verfügt über eine Größe von 68 km². Die Einwohner werden champorcherains genannt. Champorcher ist Mitglied der Unité des Communes valdôtaines Mont-Rose und befindet sich im Champorchertal, einem Seitental des Aostatals. Ein Teil des Gemeindegebietes bildet der Naturpark Mont Avic, der erste Naturpark dieser Art im Aostatal. Der Park wurde 1989 gegründet.
Champorcher besteht aus den Ortsteilen Arbussey, Boussiney, Byron, Chardonney, Château, Collin, Coudreyt, Dogier, Dublanc, Échelly, Garavet, Gontier, Grand-Mont-Blanc, Grand-Rosier, L'Écreux, Loré, Mellier, Moulin, Outre-l'Ève, Parié, Perrier, Perruchon, Petit-Mont-Blanc, Petit-Rosier, Ronchas, Salleret, Sen-du-Gail, Vagly, Verannaz, Vignat, Vigneroise.
Die Nachbargemeinden sind Champdepraz, Cogne, Fénis, Issogne, Pontboset, Valprato Soana und Vico Canavese. Die beiden letztgenannten Gemeinden liegen im Piemont innerhalb der Provinz Turin.
Während der Zeit des Faschismus trug das Dorf den italianisierten Namen  Campo Laris .

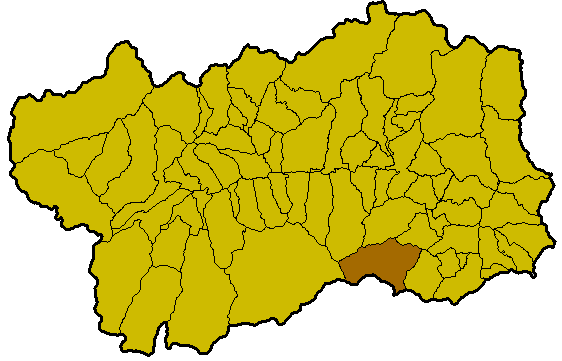
Lage von Champorcher innerhalb der Region Aostatal

## Sehenswürdigkeiten
- Burg Champorcher